# 美洲天竺鯛
美洲天竺鯛，為輻鰭魚綱鈎頭魚目天竺鯛科的一個種。

## 分布
本魚僅分布於巴西的Fernando de Noronha 列島與聖保羅岩礁海域。

## 深度
水深0至70公尺。

## 特徵
本魚體延長而側扁，眼大，口大略下位，頜齒細小，鋤骨和腭骨通常具齒，舌上無齒，鰓蓋骨後緣棘不發，體被弱櫛鱗，側線明顯，背鰭2個，尾鰭叉形，魚體呈紅色，從吻部至鰓蓋有一褐色縱紋，並經過眼中間。尾柄有一褐色眼斑，體長可達10.1公分。

## 生態
本魚棲息於岩礁區或潮池，白天躲藏於岩縫中，夜間出來覓食，屬肉食性，以浮游生物為食。繁殖期時，雄魚具有口孵習性，卵約7日化成仔魚，由雄魚吐出，具短暫的仔魚飄浮期。

## 經濟利用
不具任何經濟價值。